# Eugenia Maximilianowna von Leuchtenberg

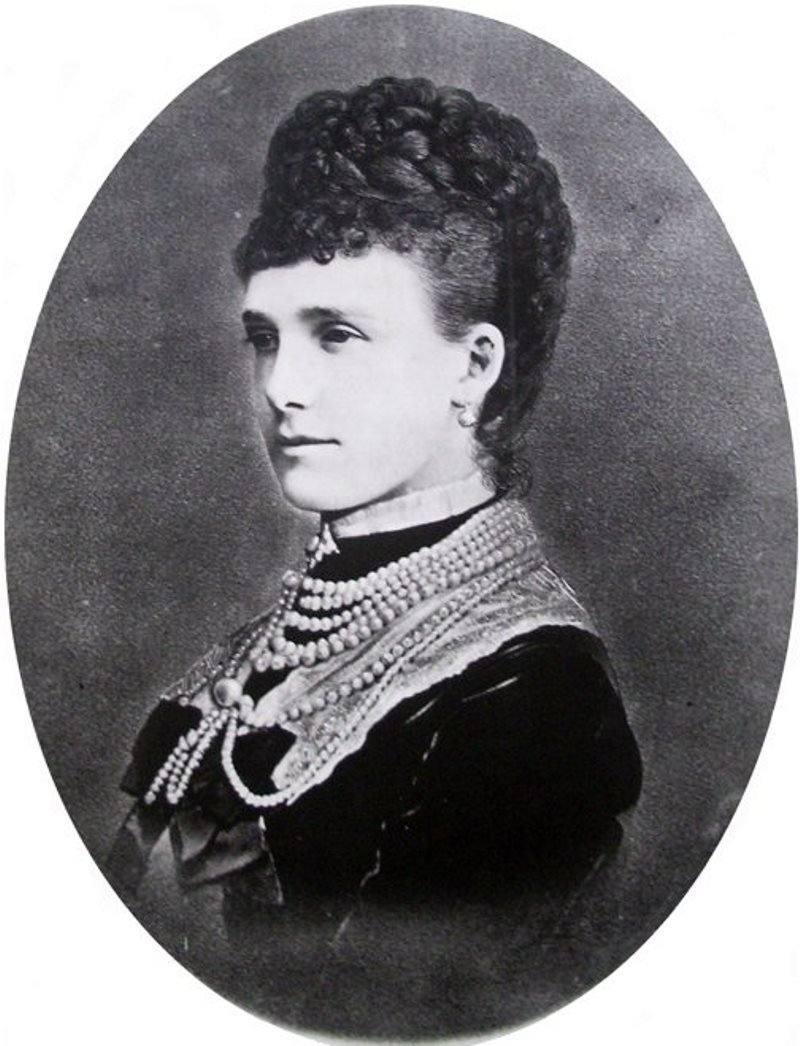
Eugenia Maximilianowna von Leuchtenberg

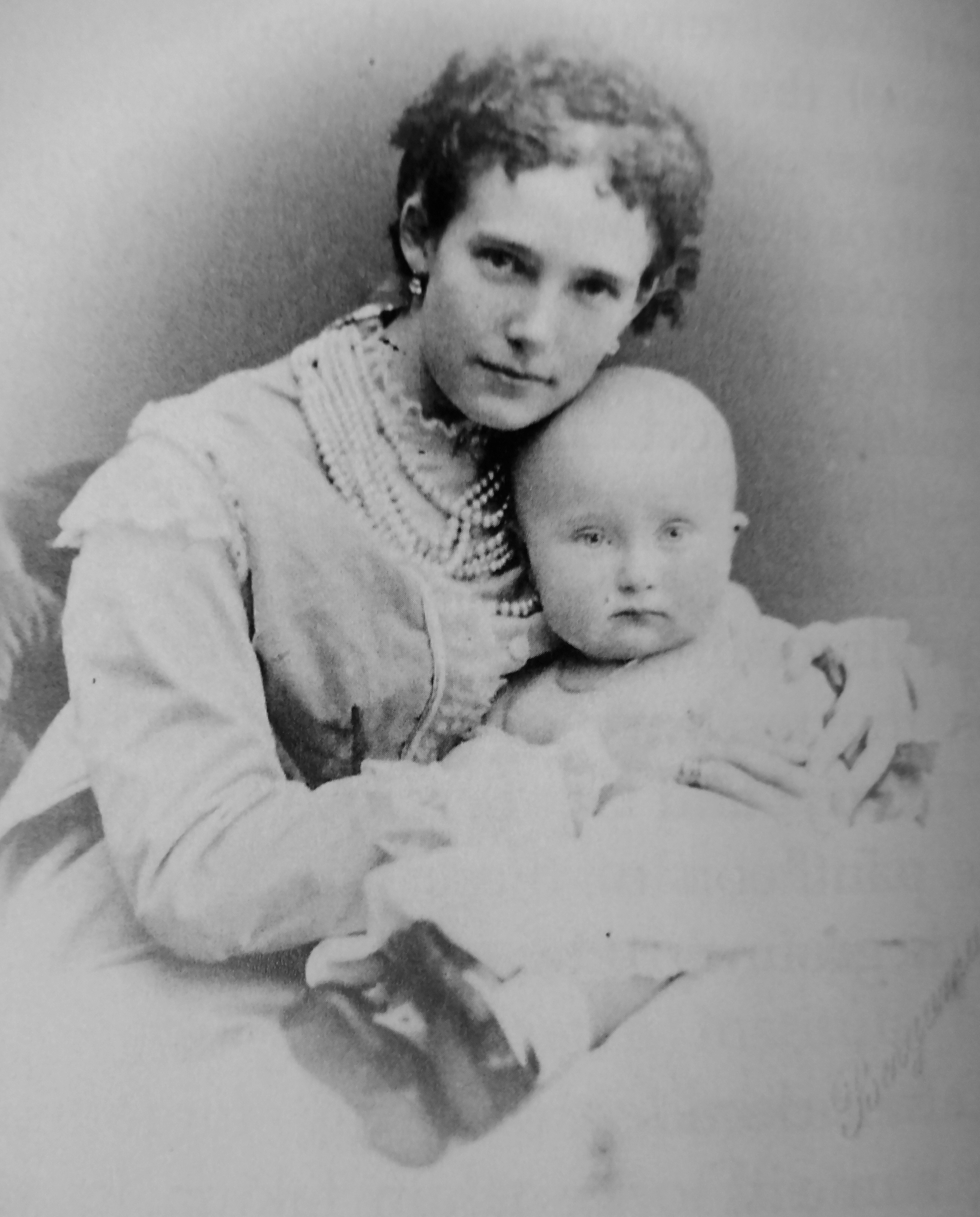
Eugenia mit ihrem Sohn Peter um 1870

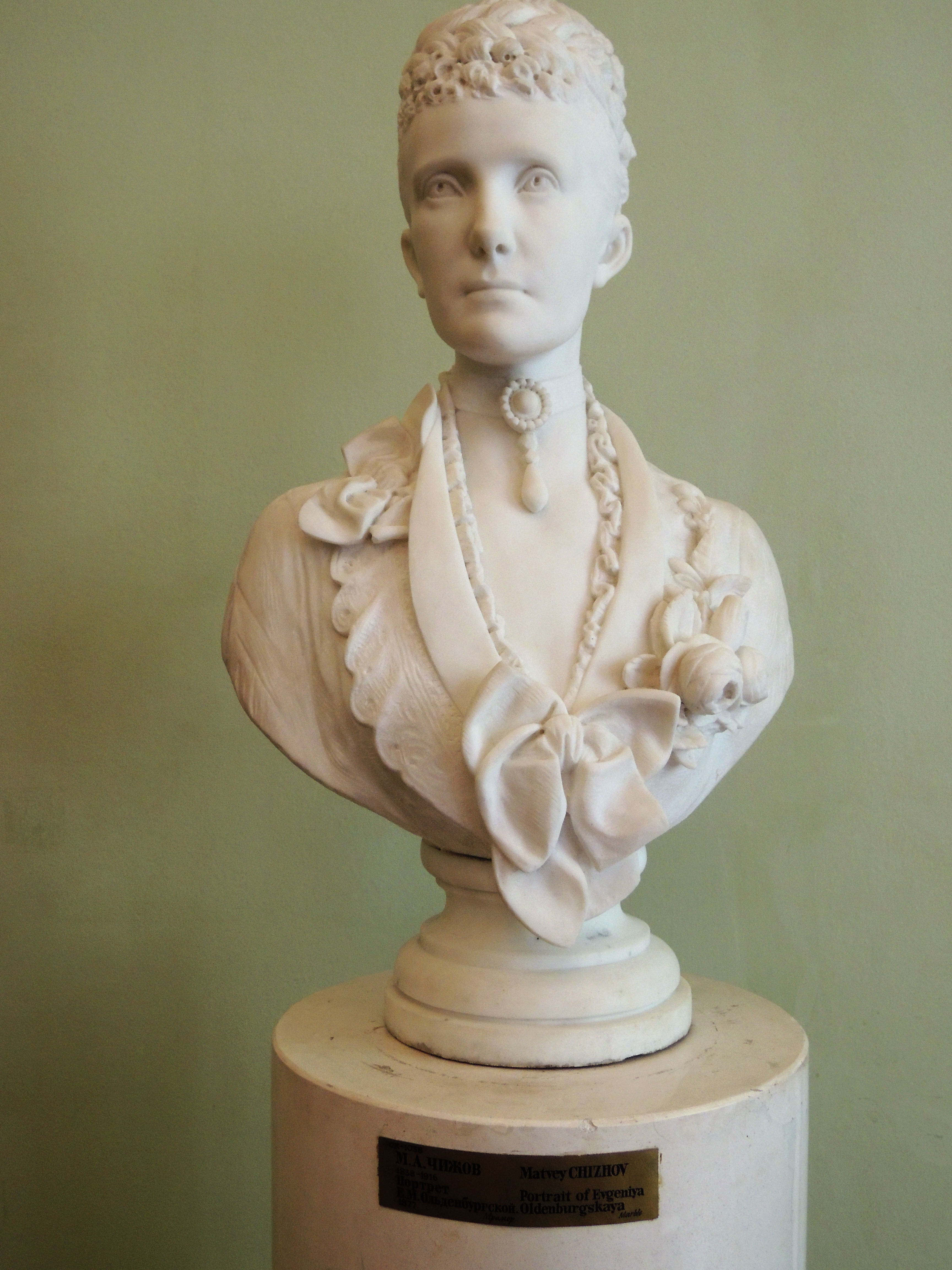
Eugenia von Oldenburg (Matwei Tschischow, 1877, Russisches Museum)

Prinzessin Eugenia Maximilianowna von Leuchtenberg (russisch Евгения Максимилиановна Лейхтенбергская, auch bekannt als Prinzessin Jewgenia Romanowskaja; * 20. Märzjul. / 1. April 1845greg. in Sankt Petersburg; † 21. Apriljul. / 4. Mai 1925greg. in Biarritz) war die jüngste Tochter von Maximilian de Beauharnais, 3. Herzog von Leuchtenberg und dessen Frau, Großfürstin Maria Nikolajewna Romanowa. Durch Heirat war sie eine Prinzessin von Oldenburg. Als Mitglied des kaiserlichen Familie nahm sie auch repräsentative Aufgaben wahr.

## Familie und Ehe
Zwei Jahre nach dem Tod ihres Vaters Herzog Maximilian heiratete ihre Mutter den Grafen Gregori Alexandrowitsch Stroganow. Die Ehe war morganatisch und wurde ohne Zustimmung des Zaren geschlossen. Maria musste darauf ins Exil gehen. Ihre Kinder blieben jedoch bei der Familie in St. Petersburg, wo sie mit ihren Geschwistern im Mariinski-Palast aufwuchs.
Eugenia galt unter anderem als potenzielle Heiratskandidatin für den katholischen Prinzen Ludwig von Bayern. Nach der Abdankung seines Onkels Otto als König von Griechenland galt Ludwig im Falle einer Restauration als wittelsbacher Anwärter auf den griechischen Thron. Eine Ehefrau von orthodoxem Glauben wäre diesem Vorhaben zugutegekommen. Auch die Kronprinzen Italiens und Dänemarks Umberto bzw. Frederick galten als potenzielle Heiratskandidaten. Jedoch wurden weder die Restaurations- noch die Heiratspläne in die Tat umgesetzt.
Am 19. Januar 1868 heiratete Eugenia stattdessen ihren Cousin 2. Grades Alexander von Oldenburg, Sohn von Peter von Oldenburg und Bruder der Großfürstin Alexandra Petrowna. Als Enkel eines Zaren war er wie Eugenia Teil der kaiserlichen Familie und eine Kaiserliche Hoheit sowie in Russland aufgewachsen. Später heiratete Eugenias Bruder Georg Alexanders jüngere Schwester Therese.
Ihr einziges Kind Peter heiratete 1901 Großherzogin Olga Alexandrowna, Schwester des Zaren Nikolaus II. Die Ehe wurde jedoch 1916 aufgrund Peters offenbarer Homosexualität annulliert.

## Späteres Leben

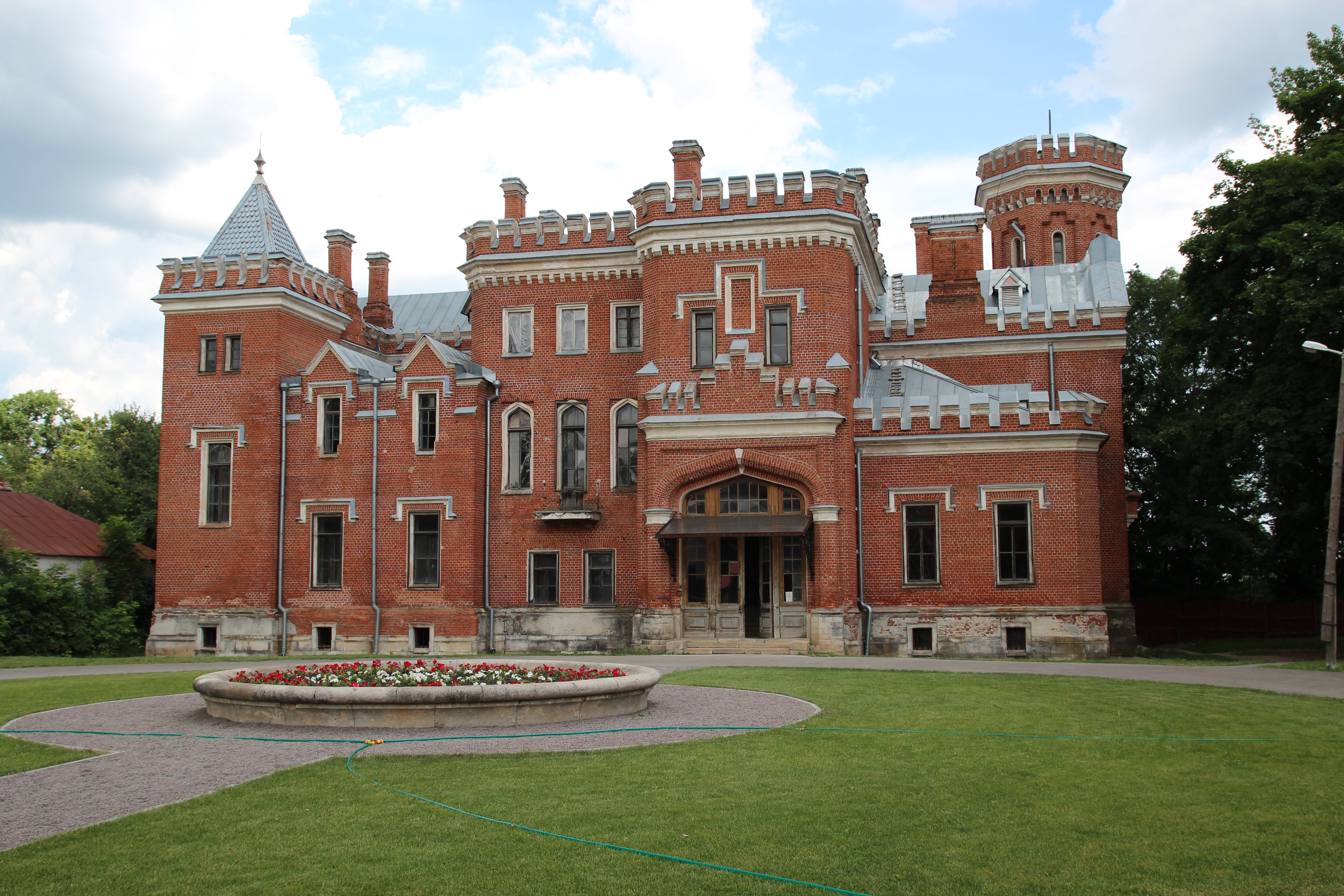
Schloss Ramon

Eugenias Onkel Zar Alexander II. überließ dem Paar 1879 ein Grundstück in der Ortschaft Ramon, wo es sich ein Schloss im Tudorstil errichten ließ. Trotz großem Engagements im Ort und für die Arbeiter der vom Ehepaar betriebenen Zuckerraffinerie, stürmten diese 1902 im Rahmen allgemeiner Unruhen das Grundstück und fügten dem Haus schwere Schäden zu. Es wurde später durch die Bolschewiki konfisziert und unter anderem als Schule und Unterkunft für die Fabrikarbeiter genutzt.
Das Paar war sozial und kulturell sehr engagiert und investierte einen großen Teil ihres Vermögens in gute Zwecke. So gründete es das Oldenburg Institut, das die technische Bildung von Jungen und Mädchen zur Aufgabe hatte. Eugenia war zudem Vorsitzende der Kaiserlichen Gesellschaft zur Förderung der Künste.
Nach dem von Russland unterstützten Putsch von 1886 gegen Fürst Alexander I. von Bulgarien galt Alexander von Oldenburg, unterstützt durch seinen Cousin Zar Alexander III., kurzzeitig als Kandidat für den bulgarischen Thron, sodass Eugenia an seiner Seite Fürstin von Bulgarien geworden wäre. Der Berliner Vertrag von 1878 besagte jedoch, dass kein Mitglied eines großen regierenden Hauses neuer Souverän Bulgariens werden solle und dieser vom Volk gewählt werden müsse. Die anderen europäischen Mächte wollten somit einen weiteren Einfluss Russlands auf dem Balkan verhindern, zu dessen Herrscherhaus Alexander durch seine verwandtschaftliche Verbindungen zählte. Man entschied sich schließlich für den österreichisch-französischen Prinzen Ferdinand von Sachsen-Coburg-Gotha.

## Revolution und Exil
Die Februarrevolution von 1917 und das Ende der Monarchie. Schloss Ramon und das Petersburger Palais der Familie wurde durch die Regierung Kerenski beschlagnahmt und die Familie floh nach Finnland von wo aus es 1922 nach Frankreich emigrierte. Anders als die meisten anderen Mitglieder der kaiserlichen Familie, durften die Oldenburgs einen Großteil ihrer Wertsachen mitnehmen, sodass sie ein halbwegs komfortables Leben im Exil führen konnten. In Biarritz verstarb Eugenia 1925. Ihr Mann überlebte sie um sieben Jahre. Beide wurden auf dem Cimetière du Sabaou beigesetzt.
Von 1895 bis 1918 war sie Ehrenmitglied der Russischen Akademie der Wissenschaften in St. Petersburg.

## Weblinks

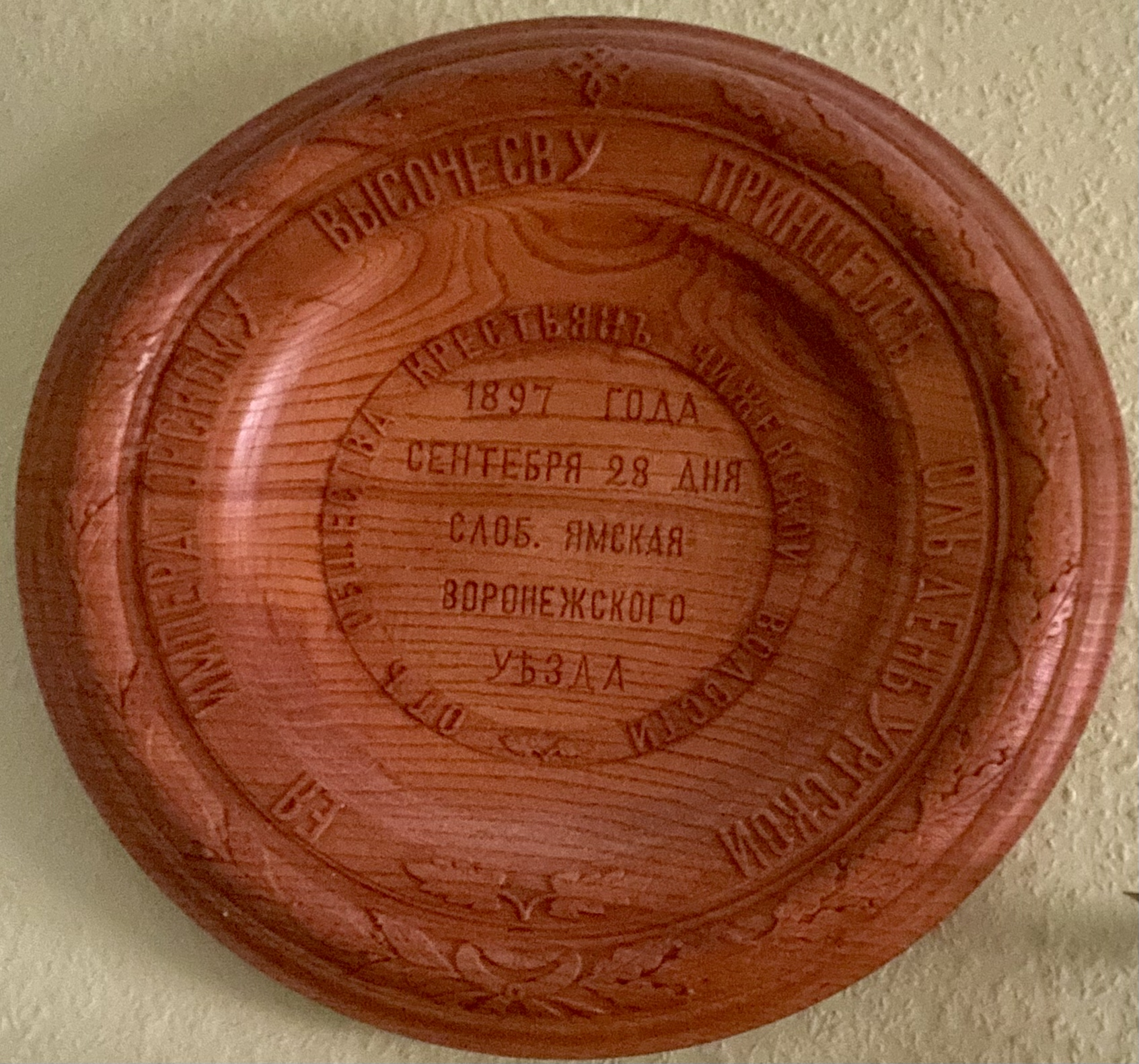
Holzteller von der Gesellschaft der Bauern der Gemeinde Chizhev, 28. September 1897, für Ihre kaiserliche Hoheit, die Prinzessin von Oldenburg